# Andy Wallace (piloto)
Andy Wallace (Oxford, 19 de septiembre de 1961) es un piloto de carreras profesional del reino Unido, que ha corrido desde 1979. En 1976, a los 15 años de edad, Wallace asistió a la 'Escuela de pilotos de Jim Russell'. Corrió principalmente con prototipos, desde 1988, ganando más de 25 competencias internacionales incluyendo:
- Las 24 Horas de Le Mans (1988)
- Las 24 Horas de Daytona (1990, 1997 y 1999)
- Las 12 Horas de Sebring (1992 y 1993)
- La Petit Le Mans (1999)